# 대한민국 제21대 국회의원 선거 민중당 후보 목록
다음은 대한민국 제21대 국회의원 선거 민중당 후보 목록이다.

## 비례대표
| 순번 | 후보자 | 경력                               |
| ---- | ------ | ---------------------------------- |
| 1    | 김해정 | 송정서초등학교 조리사              |
| 2    | 김영호 | 전 전국농민회총연맹 의장           |
| 3    | 손솔   | 전 이화여자대학교 총학생회장       |
| 4    | 이상규 | 민중당 상임대표                    |
| 5    | 윤희숙 | 통일열차 서포터즈 대표             |
| 6    | 김기완 | 마트산업노동조합 위원장            |
| 7    | 김유진 |                                    |
| 8    | 김재용 | 뇌성마비장애인축구 국가대표팀 감독 |

## 같이 보기
- 대한민국 제21대 국회의원 선거